# Istočni Stari Grad
Istočni Stari Grad (in serbo Источни Стари Град) è un comune della Repubblica Serba di Bosnia ed Erzegovina con 1.175 abitanti al censimento 2013 ed è uno dei 6 comuni che compongono la città di Istočno Sarajevo (Sarajevo Est). Conosciuta anche come Srpski Stari Grad (Српски Стари Град) è stato costituito in seguito agli Accordi di Dayton con parte del territorio del vecchio comune di Stari Grad.

## Località
Il comune è formato dall'insieme delle seguenti località:
- Bulozi
- Donje Međuše
- Dovlići
- Faletići
- Gornje Biosko
- Gornje Međuše
- Hreša (sede comunale)
- Kumane
- Njemanica
- Studenkovići
- Vučja Luka